# 李息
李息（？—？），西汉将军，郁郅人，在汉景帝、汉武帝属下。

## 生平
汉武帝八年（前133年），以太中大夫为材官将军，与王恢、韩安国、李广、公孙贺进军马邑；元朔二年春正月（约前127年），匈奴侵入上谷、渔阳，汉武帝派遣将军卫青、李息出云中，至高阙，遂至符离，收复了河套以南的地区，设置朔方、五原郡；前124年，为将军，从大将军卫青出朔方攻打匈奴：都无功。共三次为将军，其后曾为大行。

## 延伸阅读
[在维基数据编辑]
 《史記/卷111》，出自司馬遷《史記》